# Семенюк, Михаил Дмитриевич
Михаил Дмитриевич Семенюк (род. 15 июля 2000, Минск) — белорусский шашист, чемпион Европы по международным шашкам 2018, чемпион мира среди юниоров 2018, чемпион Европы среди юниоров 2018. Международный мастер (2017). Международный гроссмейстер (2017). Также участвует в турнирах по русским шашкам.
Дебютировал на чемпионате мира 2019 года (15 место).